# 自畫像 (拉斐爾)
自畫像是拉斐尔创作于自己的青年时期（1504年至1506年）的一幅自畫像。這個自畫像中的拉斐尔头戴一顶黑色软帽，注视着画外的观众。他将自己刻画成一个中性男子，有一双略带忧郁的眼晴、挺直的鼻梁及小嘴。拉斐尔用黄色的细线沿着自己的面部和头发轮廓描了一圈。目前該自畫像由意大利佛罗伦萨乌非兹美术馆收藏。